# Мораута, Мекере
Сэр Мекере Мораута (англ. Mekere Morauta, 12 июня 1946 — 19 декабря 2020) — политический деятель Папуа — Новой Гвинеи. В период с 1999 по 2002 годы занимал пост премьер-министра страны. В последнее время являлся лидером оппозиции и представителем в парламенте Порт-Морсби. До недавнего времени был председателем Комиссии национального столичного округа.
Мораута родился в 1946 году в Кукипи, прибрежной деревне, расположенной к востоку от города Керема в провинции Галф. Начальное образование получил в местной школе, затем учился в средних школах Керемы и Согери. После их окончания поступил в Университет Папуа — Новой Гвинеи, где в 1970 году получил степень бакалавра экономики. Кроме того, по обмену стажировался в Университете Флиндерс, расположенном в Южной Австралии.
После получения диплома работал экономистом в государственных и частных учреждениях. В 1975 году стал первым коренным жителем Папуа — Новой Гвинеи, назначенным на должность секретаря департамента финансов (оставался им до 1982 года). Среди других должностей, которые занимал Мораута, — управляющий правительственного коммерческого банка, Акционерного банка Папуа — Новой Гвинеи (с 1983 по 1992 год), и управляющий Банка Папуа — Новой Гвинеи (с 1993 по 1994 год). В июле 1997 года Мораута был избран в национальный парламент.
14 июля 1999 года он был избран новым премьер-министром Папуа — Новой Гвинеи, сместив на этом посту Уильяма Скейта и получив поддержку 99 депутатов парламента (против проголосовало пятеро). Вскоре после избрания, 21 июля, Мораута объявил действия предшественника по установлению дипломатических отношений с Тайванем не имеющими законной силы. 5 августа 2002 года был вынужден уйти в отставку, уступив место Майклу Сомаре.
В 1990 году Мораута получил титул рыцаря-бакалавра, а в 2009 году в день своего рождения награждён Орденом Святого Михаила и Святого Георгия, получив титул рыцаря-командора.
Мекере был членом так называемой «банды четырёх», группы влиятельных молодых государственных служащих, которые играли ключевую роль в жизни страны и выработке политики (другими членами группы были Чарльз Лепани, Рабби Нмалиу и Энтони Сиагуру).
В ходе всеобщих выборов 2007 года Мораута был переизбран в парламент, где на пост премьер-министра поддерживал Джулиуса Чана. Тем не менее новым премьером 13 августа 2007 года был переизбран Майкл Сомаре. Мораута же спустя несколько дней стал оппозиционным лидером.
В годы своего премьерства был лидером Народного демократического движения. Однако после того, как Сомаре стал премьер-министром страны в 2002 году, внутри партии возникли серьёзные разногласия. Изначальный лидер движения, Паиас Уингти, стал новый лидером партии, а Мораута сформировал собственную партию, Партию Папуа — Новой Гвинеи, которая на выборах 2007 годах завоевала 8 мест в парламенте.
Мекере был женат на Рослин Мораута, имеет двоих сыновей от предыдущего брака.